# Club Ferro Carril Oeste

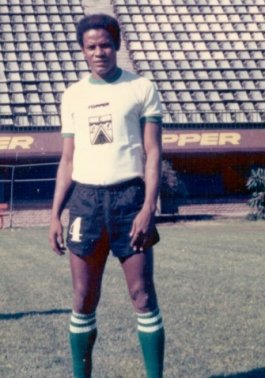
O brasileiro Rodrigues Neto jogou no Ferro Carril Oeste entre 1978 e 1981.

O Club Ferro Carril Oeste é um clube argentino sediado no bairro de Caballito, em Buenos Aires. Além do futebol, existem outras práticas esportivas, como vôlei, basquete e natação.

## História
Em 28 de julho de 1904, realizou-se a fundação do clube, onde participaram diversos funcionários das repartições da Ferro Carril Oeste. Em 12 de agosto, ficou decidido que o clube se chamaria “Club Atlético Ferro Carril Oeste de Buenos Aires”, mas anos adiante seria adotado o nome atual “Club Ferro Carril Oeste”. O clube foi fundado onde fica a atual estação Caballito. Até a década de 1930, o Ferro Carril foi administrado somente por funcionários da empresa.
A primeira comissão do clube foi presidida por Willian Beeston e o engenheiro David Simson foi o primeiro administrador, que colaborou muito na fundação do Ferro. Os fundadores conseguiram que a empresa lhes cedessem terrenos. Assim sendo, levantaram o estádio que se inaugurou em 1905. É um dos poucos com estrutura de madeira e tem capacidade para 22.400 pessoas.
A primeira arquibancada do clube de 1905, era composta por madeira e zinco e um incêndio destruiu completamente em 6 de setembro de 1931.

## Dados do clube
É um dos clubes mais importantes e respeitados do futebol argentino, tendo sido campeão nacional em duas oportunidades (1982 e 1984), contando com um grande números de torcedores na cidade de Buenos Aires. Seu maior rival é o Vélez Sársfield, e os dois clubes protagonizam o Clássico do Oeste.
Sua sede social situa-se na Rua Federico García Lorca, 350 e seu estádio, chamado Arquitecto Ricardo Etcheverri, localiza-se na Avenida Avellaneda, 1240, ambos em Buenos Aires. 

## Símbolos e cores
As cores atuais do Ferro Carril são verde e branco. Dizem que foi adotado devido na região do clube existia uma grande quantidade de plantações de árvores e verduras, ainda que muitos dizem que seriam as cores da bandeira da companhia Ferro Carril. O certo é que F.J. Day, secretário, teve esta tarefa de apresentar os uniformes do clube, e ele apresentou uma camisa branca que levava no lado esquerdo um escudo em forma de coração e no centro deste as iniciais bordadas em branco. Logo, segundo algumas crônicas, foram adotadas as cores do time inglês do Aston Villa (vinho e azul celeste). Finalmente, a cor verde entrou na história do Ferro, em 1912, após vencer o Racing Club por 2 a 1 na final da Divisão Intermediária, numa época que o futebol ainda respirava o amadorismo.

## Jogadores históricos
- Héctor Cúper
- Mancuso
- Rodrigues Neto

## Títulos
| Nacionais | Nacionais               | Nacionais | Nacionais                     |
|           | Competição              | Títulos   | Temporadas                    |
| --------- | ----------------------- | --------- | ----------------------------- |
|           | Campeonato Argentino    | 2         | 1982 e 1984                   |
|           | Primera B Nacional      | 5         | 1958, 1963, 1969, 1970 e 1978 |
|           | Primera B Metropolitana | 2         | 1909 e 2002-03                |

### Outras conquistas
- Copa San Martín de Tours: 1983, 1987 e 1990
- Troféu Comuna de Caballito: 2007

## Basquete
- Liga Nacional: 1985, 1986 e 1989
- Copa dos Campeões Sul-Americanos: 1981, 1982 e 1987

## Voleibol
- Campeonato Sul-Americano de Clubes:
- Campeão:1987[1]
- Vice-campeão:1980,1981,1988[1]
- Terceiro lugar:1982[1]

 1 Liga Sul-Americana de Clubes Campeões
- Campeão:1998[2]

- Campeonato Argentino de Voleibol:
- Vice-campeão:1997-98